# نویسورگ
نویسورگ (به آلمانی: Neusorg) یک شهر در آلمان است که در Tirschenreuth واقع شده‌است. نویسورگ ۲٬۰۰۶ نفر جمعیت دارد.

## خواهرخوانده
شهر Skalná خواهرخواندهٔ نویسورگ هست.